# Fausto Tienza
Fausto Antonio Tienza Núñez (Talavera la Real, 8 gennaio 1990) è un calciatore spagnolo, centrocampista del Compostela.

## Carriera
Nato a Talavera la Real, si unisce alle giovanili del Valencia nel 2004, all'età di quattordici anni. Compie il suo debutto per la squadra riserve nel corso della stagione 2006-2007. Nel corso del 2009 è mandato in prestito prima al La Nucía e poi al Caravaca.
Nell'estate del 2010, ancora sotto contratto con i taronges, si trasferisce presso il La Muela, altro club di quarta divisione, dove accumula ventotto presenze. Il 27 agosto 2011 rescinde il suo contratto con il Valencia per unirsi al Melilla; segna la sua prima rete da professionista il 6 maggio 2012 contro il Ceuta.
Il 12 gennaio 2013 passa al Real Betis, che lo assegna subito alla squadra riserve. Compie il suo debutto in prima squadra l'8 marzo seguente, sostituendo Dorlan Pabón negli ultimi minuti di Betis-Osasuna 2-1.
Il 15 agosto 2014 sigla un contratto biennale con l'Alcorcón. Segna la sua prima rete con gli alfareros il 26 ottobre seguente, in una sconfitta casalinga per 1-3 contro il Real Saragozza.
Il 1º luglio 2016 è acquistato a parametro zero dall'Osasuna, club neopromosso in prima divisione.